# 不明空中現象專案小組
不明空中現象專案小組 （英文：Unidentified Aerial Phenomena Task Force，縮寫UAPTF）是美國海軍情報辦公室內的一個計劃，用於“標準化收集和報告”不明空中現象目擊事件，有時也稱為不明飛行物體(UFO)。該計劃在2020年6月美國參議院情報特別委員會的聽證會上進行了詳細說明。

## 歷史
2017年12月，儘管先進航空航天威脅識別計劃於2012年解散，但美國國防部證實存在用於收集軍事不明飛行物體目擊數據的防禦計劃。與其前身計劃一樣，不明空中現象專案小組由負責管理情報的美國國防部副部長與美國海軍情報辦公室合作。
在2020年6月的參議院聽證會之後，美國參議員馬可·魯比奧要求公佈美國海軍收集的不明飛行器的影片片段，包括五角大廈不明飛行物體影片。
2020年6月24日，美國國會參議院情報特別委員會投票要求美國情報界和美國國防部公開其追蹤和分析的在不明飛行物體上收集的數據。工作組的報告將在情報授權法案通過後180天提交給情報委員會。

## 計畫公告
該計劃於2020年8月4日由美國國防部副部長大衛·諾奎斯特正式批准，並於2020年8月14日宣布。“該專案小組的任務是檢測、分析和編目可能對美國國家安全構成威脅的不明空中現象。”2021年6月25日開始進行初步的評估。

## 延伸閱讀
- "Preliminary Assessment: Unidentified Aerial Phenomena" - Unclassified intelligence assessment by DoD on the progress of the UAPTF （页面存档备份，存于）

## 外部連結
- Department of Defence press release regarding the UAPTF （页面存档备份，存于）